# Lingua franca mediterranea
La lingua franca mediterranea, detta anche sabir, fu un idioma pidgin "di servizio" parlato in tutti i porti del mar Mediterraneo tra il XI secolo e tutto il XIX secolo, anche se probabilmente dovettero esistere lingue franche in epoche precedenti.  Sebbene avesse diverse varianti (sia diatopiche che diacroniche), la più diffusa e persistente era costituita principalmente da un lessico al 65-70% italiano (con forti influenze venete e liguri) e per un 10% spagnolo, con parole di altre lingue mediterranee, come catalano, sardo, greco, occitano, siciliano e turco.

## Storia
Era chiamata anche Petit Mauresque (in francese piccolo moresco), Ferenghi, 'Ajnabi o Aljamia. Il nome sabir è forse una storpiatura del catalano saber, cioè 'sapere'; lingua franca, invece, ('Phrankoi' in Greco) è in seguito passata ad indicare qualsiasi idioma che metta in contatto parlanti di estrazione diversa.
Questa lingua ausiliaria serviva a mettere in contatto i commercianti europei con gli arabi e i turchi, la parlavano anche gli schiavi di Malta (nel cosiddetto bagnio), i corsari del Maghreb e i fuggitivi europei che trovavano riparo ad Algeri. La morfologia era molto semplice e l'ordine delle parole molto libero. Vi era un largo uso delle preposizioni per supplire alla mancanza di alcune classi di parole, tra cui gli aggettivi possessivi. Aveva inoltre un numero limitato di tempi verbali: il futuro si creava usando il modale bisognio, il passato con il participio passato.
Il primo documento in lingua franca risale al 1296: si tratta del più antico portolano relativo alla totalità del Mediterraneo, intitolato Compasso da Navegare. In seguito, nel 1891, è stato trovato un importante documento proveniente da Gerba, in Tunisia. Nel 1830 viene pubblicato a Marsiglia il Dictionnaire de la langue franque ou Petit mauresque, manuale scritto in lingua francese in occasione della spedizione francese in Algeria per la conquista di Algeri. Doveva servire ai soldati francesi per imparare e conoscere la lingua sabir.
Il commediografo veneziano Carlo Goldoni rappresentò, ne L'impresario delle Smirne, un personaggio che si esprimeva in lingua franca. Si chiamava Ali. Il tratto più notevole è l’impiego del verbo “stare” in luogo del verbo “essere”.
ALI: Star signor? o star canaglia?

SERVITORE: All'aspetto pare una persona civile.

ALI: Far venir.»
Ne riporta due esempi anche Molière, nel Borghese gentiluomo:
 e ne Il siciliano o l'amor pittore, in cui rappresenta uno schiavo turco che incontra Don Pedre proponendogli di comprarlo dicendo:
 Don Pedre risponde: 
C'erano altre varianti, più “francesizzate”, che sono state raccolte da esploratori e viaggiatori. Charles Farine riporta l’incontro, avvenuto intorno alla seconda metà del 1800 tra il generale francese Pierre Hippolyte Publius Renault e un rappresentante delle milizie algerine impiegate dai francesi. Questi, spiega il libro, preferivano intraprendere azioni militari anziché scavare le trincee. “Trabajar barout bono, trabajar terra makach”, ripetevano. “Lavorare il barout [la polvere da sparo] è buono, lavorare la terra è male”. Barout deriva dal francese “poudre” e makach è una forma per dire “niente”, cioè “no”.